# Doris elegans
Doris elegans is een slakkensoort uit de familie van de Dorididae. De wetenschappelijke naam van de soort werd voor het eerst geldig gepubliceerd in 1832 door Quoy & Gaimard.